# SMS Mecklenburg
O SMS Mecklenburg foi um couraçado pré-dreadnought operado pela Marinha Imperial Alemã e a quinta e última embarcação da Classe Wittelsbach, depois do SMS Wittelsbach, SMS Wettin, SMS Zähringen e SMS Schwaben. Sua construção começou em maio de 1900 nos estaleiros da AG Vulcan Stettin e foi lançado ao mar em novembro do ano seguinte, sendo comissionado na frota alemã em junho de 1903. Era armado com uma bateria principal composta por quatro canhões de 238 milímetros montados em duas torres de artilharia duplas, tinha um deslocamento carregado de mais de doze mil toneladas e alcançava uma velocidade máxima de dezoito nós (33 quilômetros por hora).
O Mecklenburg teve um início de carreira tranquilo servindo junto à principal frota alemã, com suas principais atividades consistindo em exercícios de rotina e cruzeiros de treinamento para portos estrangeiros. Foi colocado na reserva em 1912, porém trazido de volta ao serviço depois do início da Primeira Guerra Mundial em 1914. Teve um serviço limitado como navio de defesa de costa no Mar Báltico contra forças navais russas e também Mar do Norte, porém escassez de tripulações e a ameaça de submarinos britânicos fez com que fosse tirado novamente de serviço em janeiro de 1916. Foi usado como prisão e alojamento flutuante até o fim da guerra. Depois do conflito acabou desmontado em 1921.